# Liste der Stolpersteine in Malchow
In der Liste der Stolpersteine in Malchow werden die vorhandenen Gedenksteine aufgeführt, die im Rahmen des Projektes Stolpersteine des Künstlers Gunter Demnig bisher in Malchow verlegt worden sind.

## Verlegte Stolpersteine
| Adresse                        | Name              | Inschrift | Verlegedatum  | Bild                                                    | Anmerkung |
| ------------------------------ | ----------------- | --- | ------------- | ------------------------------------------------------- | --- |
| Güstrower Straße 60 (Standort) | Betty Jacobson    | Hier wohnte Betty Jacobson geb. Levy Jg. 1867 deportiert 1942 Theresienstadt tot 2.2.1943                                           | 2. Aug. 2012  | Stolperstein Malchow Güstrower Straße 60 Betty Jacobson | geboren am 11. Dezember 1867 in Malchow; über dem Hauseingang findet sich der Name des ehemaligen Synagogenvorstehers Isidor Jacobson |
| Lange Straße 43 (Standort)     | Harry Schlomann   | Hier wohnte Harry Schlomann Jg. 1937 deportiert 1942 Theresienstadt 1944 Auschwitz ermordet                                         | 21. März 2018 | Stolperstein Malchow Lange Straße 43 Harry Schlomann    | geboren am 28. Oktober 1937 in Berlin                                                                                                 |
| Lange Straße 43 (Standort)     | Hedwig Schlomann  | Hier wohnte Hedwig Schlomann geb. Löwenthal Jg. 1878 deportiert 1942 Theresienstadt ermordet 20.5.1943                              | 21. März 2018 | Stolperstein Malchow Lange Straße 43 Hedwig Schlomann   | geboren am 15. März 1878 in Montabaur                                                                                                 |
| Lange Straße 43 (Standort)     | Lisel Schlomann   | Hier wohnte Lisel Schlomann Jg. 1912 Flucht 1940 England                                                                            | 21. März 2018 | Stolperstein Malchow Lange Straße 43 Lisel Schlomann    | |
| Lange Straße 43 (Standort)     | Richard Schlomann | Hier wohnte Richard Schlomann Jg. 1878 'Schutzhaft’ 1938 in mehreren Gefängnissen deportiert 1942 Theresienstadt ermordet 14.5.1943 | 21. März 2018 | Stolperstein Malchow Lange Straße 43 Richard Schlomann  | geboren am 31. März 1878 in Malchow                                                                                                   |